# Сантьяго-дель-Кампо
Сантьяго-дель-Кампо (ісп. Santiago del Campo) — муніципалітет в Іспанії, у складі автономної спільноти Естремадура, у провінції Касерес. Населення — 306 осіб (2010).
Муніципалітет розташований на відстані близько 240 км на захід від Мадрида, 15 км на північ від Касереса.

## Демографія
Динаміка населення (INE ):

## Галерея зображень

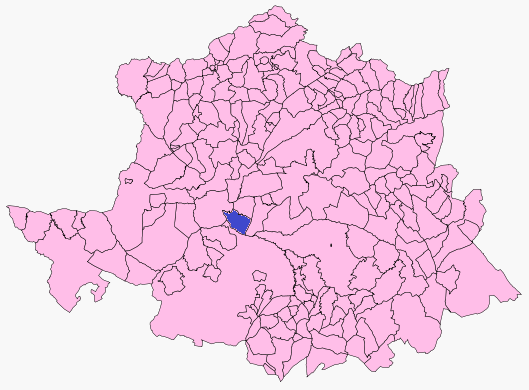
Розташування муніципалітету у провінції Касерес